# Monacita
El término monacita se usa para designar a un grupo de cuatro minerales distintos, de la clase 8 de los minerales fosfatos según la clasificación de Strunz. Es, junto a la bastnasita, la principal mena de tierras raras. Aparece normalmente en forma de pequeños cristales aislados de color pardo rojizo.
Fue descrito por Johann August Friedrich Breithaupt en 1829. El nombre monacita proviene del griego μοναζειν  «monazein», 'estar solo', en alusión a lo raro del mineral.

## Especies minerales
Atendiendo a su composición, podemos encontrar hasta cuatro tipos diferentes de monacita:
- Monacita-(Ce), de fórmula: CePO4 (Ce= Cerio)
- Monacita-(La), de fórmula: LaPO4 (La= Lantano)
- Monacita-(Nd), de fórmula: NdPO4 (Nd= Neodimio)
- Monacita-(Sm), de fórmula: SmPO4 (Sm= Samario)

Todas estas especies de monacita tienen la misma estructura cristalina, y pueden variar de color según las especies, y tener composiciones de monacita junto a otros minerales secundarios, el color puede variar de color pardo amarillento o rojizo pardo, verdoso o casi blanco.
Los elementos que aparecen en la fórmula son los aprobados por la Asociación Mineralógica Internacional como los componentes de estos cuatro minerales, pero además suelen llevar impurezas de otros elementos, que pueden verse en la ficha de la derecha entre paréntesis según la formulación antigua, se listan en el orden de proporción relativa en el mineral, de tal forma que, por ejemplo, el lantano es el metal más abundante en la monacita-La. El sílice, SiO2, aparece en pequeñas cantidades, así como el uranio. Debido a la transición alfa del torio y el uranio, la monacita contiene una cierta cantidad de helio, que puede extraerse a través de la aplicación de calor.

## Dónde se encuentra
La monacita es un mineral accesorio habitual en los granitos y en los gneis, la monacita detrítica puede acumularse en cantidades comerciales, en formas de arena de monacita. En la India, Madagascar, y Sudáfrica existen grandes depósitos de monacita.
Se extrae en Sri Lanka; en Urales de Rusia; en depósitos de estaño de Malasia, en República Popular del Congo, Islandia, Brasil, Alemania, Colorado, California, Nuevo México, Carolina del Norte y en Canadá. También fue descubierto en Argentina, provincia de Santiago del Estero, un yacimiento por serendipia en las Sierras de Sumampa.
En España, en el Campo de Montiel, provincia de Ciudad Real términos municipales de Torrenueva, Torre de Juan Abad y Santa Cruz de Mudela se ha localizado un yacimiento cuya declaración de impacto negativa por parte de las autoridades dificulta su posible explotación.

## Usos y precauciones
La monacita destaca como fuente natural de torio, lantano y cerio. Debido a la presencia de torio, la monacita puede ser radioactiva.
La monacita-(Ce), es una fuente de cerio importante. El óxido de cerio es un compuesto básico para el pulido y se usa para pulir gemas y productos de vidrio, como cámaras, lentes y otros detalles de instrumentos ópticos.
El lantano que proviene del mineral de monacita, se utiliza en los catalizadores durante el proceso de refinado del petróleo.
El neodimio, otro componente de la monacita, se añade al cristal para dar un color violeta.

## Uso en datación geológica
Existen diversos métodos para la datación de rocas empleados comúnmente en geocronología. Los cronómetros U-Th-Pb son probablemente los más precisos que pueden utilizarse para materiales geológicos con edades superiores a los 30 M.a. El método de U-Th-Pb se basa en el cálculo de la edad a partir de las concentraciones en que se encuentran estos elementos en el mineral. La datación a través del sistema U-Th-Pb sigue el siguiente esquema de desintegración:
	235U—206Pb; 238U—207Pb; 232Th—208Pb.
	El isótopo 204Pb es el isótopo estable y se calcula la edad de una roca, edad desde el cierre del sistema U-Th-Pb en él mineral, dadas buenas suposiciones acerca de la razón isotópica inicial del Pb. 
Dado su contenido en torio y uranio, y a que todo el plomo que contiene es de origen radiogénico, la monacita es un cronómetro apropiado para el estudio de eventos magmáticos y polimetamórficos. La datación U-Th-Pb de este mineral mediante el microanálisis con sonda de electrones es una técnica desarrollada como una herramienta precisa de geocronología in situ (Suzuki y Adachi, 1991; Montel et al., 1996, Cocherie et al., 1998; Wiliams et al., 1999, Mezeme et al, 2006, Williams y Jercinovic, 2002, Sánchez et al.,2011), que provee valiosos resultados de datación aun en el caso de monacitas que hayan sufrido eventos metamórficos que involucren la interacción de fluidos y la recristalización (Cocherie y Albarede, 2001).